# 11.ª etapa del Tour de Francia 2024
La 11.ª etapa del Tour de Francia 2024 tuvo lugar el 10 de julio de 2024 y consistió en una etapa de montaña, con inicio en la ciudad de Évaux-les-Bains y final en Le Lioran, sobre un recorrido de 211 km. El vencedor fue el danés Jonas Vingegaard del equipo Visma | Lease a Bike, el esloveno Tadej Pogačar del UAE Team Emirates mantuvo el liderato.

## Clasificación de la etapa
| Évaux-les-Bains - Le Lioran | etapa de montaña | (211 km) |

| \| Clasificación de la etapa \| Clasificación de la etapa \| Clasificación de la etapa \| Clasificación de la etapa \| Clasificación de la etapa \| \| Ciclista \| Ciclista \| Equipo \| Tiempo \| \| \| ------------------------- \| ------------------------- \| -------------------------- \| ------------------------- \| ------------------------- \| \| 1.º \| Jonas Vingegaard \| Team Visma \\| Lease a Bike \| 4 h 58 min 00 s \| \| \| 2.º \| Tadej Pogačar \| UAE Team Emirates \| + 0 s \| \| \| 3.º \| Remco Evenepoel \| Soudal Quick-Step \| + 25 s \| \| \| 4.º \| Primož Roglič \| Red Bull-Bora-Hansgrohe \| + 25 s \| \| \| 5.º \| Giulio Ciccone \| Lidl-Trek \| + 1 min 47 s \| \| \| 6.º \| João Almeida \| UAE Team Emirates \| + 1 min 49 s \| \| \| 7.º \| Adam Yates \| UAE Team Emirates \| + 1 min 49 s \| \| \| 8.º \| Mikel Landa \| Soudal Quick-Step \| + 1 min 49 s \| \| \| 9.º \| Carlos Rodríguez \| Ineos Grenadiers \| + 1 min 55 s \| \| \| 10.º \| Felix Gall \| Decathlon-AG2R La Mondiale \| + 2 min 38 s \| \| |                  |                            |                 |
| |                  |                            |                 |
| Fuentes: ProCyclingStats Cycling Quotient |                  |                            |                 |
| Clasificación de la etapa |                  |                            |                 |
| Ciclista | Ciclista         | Equipo                     | Tiempo          |
| 1.º | Jonas Vingegaard | Team Visma \| Lease a Bike | 4 h 58 min 00 s |
| 2.º | Tadej Pogačar    | UAE Team Emirates          | + 0 s           |
| 3.º | Remco Evenepoel  | Soudal Quick-Step          | + 25 s          |
| 4.º | Primož Roglič    | Red Bull-Bora-Hansgrohe    | + 25 s          |
| 5.º | Giulio Ciccone   | Lidl-Trek                  | + 1 min 47 s    |
| 6.º | João Almeida     | UAE Team Emirates          | + 1 min 49 s    |
| 7.º | Adam Yates       | UAE Team Emirates          | + 1 min 49 s    |
| 8.º | Mikel Landa      | Soudal Quick-Step          | + 1 min 49 s    |
| 9.º | Carlos Rodríguez | Ineos Grenadiers           | + 1 min 55 s    |
| 10.º | Felix Gall       | Decathlon-AG2R La Mondiale | + 2 min 38 s    |

## Clasificaciones al final de la etapa

### Clasificación general(Maillot Jaune)
| \| Clasificación general \| Clasificación general \| Clasificación general \| Clasificación general \| Clasificación general \| \| Ciclista \| Ciclista \| Equipo \| Tiempo \| \| \| --------------------- \| --------------------- \| -------------------------- \| --------------------- \| --------------------- \| \| 1.º \| Tadej Pogačar \| UAE Team Emirates \| 45 h 00 min 34 s \| \| \| 2.º \| Remco Evenepoel \| Soudal Quick-Step \| + 1 min 06 s \| \| \| 3.º \| Jonas Vingegaard \| Team Visma \\| Lease a Bike \| + 1 min 14 s \| \| \| 4.º \| Primož Roglič \| Red Bull-Bora-Hansgrohe \| + 2 min 15 s \| \| \| 5.º \| João Almeida \| UAE Team Emirates \| + 4 min 20 s \| \| \| 6.º \| Carlos Rodríguez \| Ineos Grenadiers \| + 4 min 40 s \| \| \| 7.º \| Mikel Landa \| Soudal Quick-Step \| + 5 min 38 s \| \| \| 8.º \| Adam Yates \| UAE Team Emirates \| + 6 min 59 s \| \| \| 9.º \| Juan Ayuso \| UAE Team Emirates \| + 7 min 09 s \| \| \| 10.º \| Giulio Ciccone \| Lidl-Trek \| + 7 min 36 s \| \| |                  |                            |                  |
| |                  |                            |                  |
| Fuentes: ProCyclingStats Cycling Quotient |                  |                            |                  |
| Clasificación general |                  |                            |                  |
| Ciclista | Ciclista         | Equipo                     | Tiempo           |
| 1.º | Tadej Pogačar    | UAE Team Emirates          | 45 h 00 min 34 s |
| 2.º | Remco Evenepoel  | Soudal Quick-Step          | + 1 min 06 s     |
| 3.º | Jonas Vingegaard | Team Visma \| Lease a Bike | + 1 min 14 s     |
| 4.º | Primož Roglič    | Red Bull-Bora-Hansgrohe    | + 2 min 15 s     |
| 5.º | João Almeida     | UAE Team Emirates          | + 4 min 20 s     |
| 6.º | Carlos Rodríguez | Ineos Grenadiers           | + 4 min 40 s     |
| 7.º | Mikel Landa      | Soudal Quick-Step          | + 5 min 38 s     |
| 8.º | Adam Yates       | UAE Team Emirates          | + 6 min 59 s     |
| 9.º | Juan Ayuso       | UAE Team Emirates          | + 7 min 09 s     |
| 10.º | Giulio Ciccone   | Lidl-Trek                  | + 7 min 36 s     |

### Clasificación por puntos(Maillot Vert)
| Clasificación por puntos | Clasificación por puntos | Clasificación por puntos | Clasificación por puntos | Clasificación por puntos |
| Ciclista                 | Ciclista                 | Equipo                   | Puntos                   |                          |
| ------------------------ | ------------------------ | ------------------------ | ------------------------ | ------------------------ |
| 1.º                      | Biniam Girmay            | Intermarché-Wanty        | 267 pts                  |                          |
| 2.º                      | Jasper Philipsen         | Alpecin-Deceuninck       | 193 pts                  |                          |
| 3.º                      | Anthony Turgis           | TotalEnergies            | 121 pts                  |                          |
| 4.º                      | Jonas Abrahamsen         | Uno-X Mobility           | 107 pts                  |                          |
| 5.º                      | Fernando Gaviria         | Movistar Team            | 100 pts                  |                          |
| 6.º                      | Bryan Coquard            | Cofidis                  | 98 pts                   |                          |
| 7.º                      | Arnaud De Lie            | Lotto Dstny              | 98 pts                   |                          |
| 8.º                      | Tadej Pogačar            | UAE Team Emirates        | 88 pts                   |                          |
| 9.º                      | Arnaud Démare            | Arkéa-B&B Hotels         | 83 pts                   |                          |
| 10.º                     | Remco Evenepoel          | Soudal Quick-Step        | 82 pts                   |                          |

### Clasificación de la montaña(Maillot à Pois Rouges)
| Clasificación de la montaña | Clasificación de la montaña | Clasificación de la montaña | Clasificación de la montaña | Clasificación de la montaña |
| Ciclista                    | Ciclista                    | Equipo                      | Puntos                      |                             |
| --------------------------- | --------------------------- | --------------------------- | --------------------------- | --------------------------- |
| 1.º                         | Tadej Pogačar               | UAE Team Emirates           | 36 pts                      |                             |
| 2.º                         | Jonas Abrahamsen            | Uno-X Mobility              | 33 pts                      |                             |
| 3.º                         | Jonas Vingegaard            | Team Visma \| Lease a Bike  | 28 pts                      |                             |
| 4.º                         | Remco Evenepoel             | Soudal Quick-Step           | 18 pts                      |                             |
| 5.º                         | Valentin Madouas            | Groupama-FDJ                | 16 pts                      |                             |
| 6.º                         | Carlos Rodríguez            | Ineos Grenadiers            | 12 pts                      |                             |
| 7.º                         | Stephen Williams            | Israel-Premier Tech         | 10 pts                      |                             |
| 8.º                         | Frank van den Broek         | Team dsm-firmenich PostNL   | 9 pts                       |                             |
| 9.º                         | Primož Roglič               | Red Bull-Bora-Hansgrohe     | 9 pts                       |                             |
| 10.º                        | Juan Ayuso                  | UAE Team Emirates           | 8 pts                       |                             |

### Clasificación del mejor joven(Maillot Blanc)
| Clasificación del mejor joven | Clasificación del mejor joven | Clasificación del mejor joven | Clasificación del mejor joven | Clasificación del mejor joven |
| Ciclista                      | Ciclista                      | Equipo                        | Tiempo                        |                               |
| ----------------------------- | ----------------------------- | ----------------------------- | ----------------------------- | ----------------------------- |
| 1.º                           | Remco Evenepoel               | Soudal Quick-Step             | 45 h 01 min 40 s              |                               |
| 2.º                           | Carlos Rodríguez              | Ineos Grenadiers              | + 3 min 34 s                  |                               |
| 3.º                           | Juan Ayuso                    | UAE Team Emirates             | + 6 min 03 s                  |                               |
| 4.º                           | Matteo Jorgenson              | Team Visma \| Lease a Bike    | + 7 min 50 s                  |                               |
| 5.º                           | Santiago Buitrago             | Bahrain Victorious            | + 8 min 35 s                  |                               |
| 6.º                           | Ben Healy                     | EF Education-EasyPost         | + 11 min 02 s                 |                               |
| 7.º                           | Javier Romo                   | Movistar Team                 | + 14 min 35 s                 |                               |
| 8.º                           | Ilan Van Wilder               | Soudal Quick-Step             | + 32 min 10 s                 |                               |
| 9.º                           | Thomas Pidcock                | Ineos Grenadiers              | + 48 min 42 s                 |                               |
| 10.º                          | Oscar Onley                   | Team dsm-firmenich PostNL     | + 50 min 56 s                 |                               |

### Clasificación por equipos(Classement par Équipe)
| Clasificación por equipos | Clasificación por equipos  | Clasificación por equipos | Clasificación por equipos |
| Equipo                    | Equipo                     | Tiempo                    |                           |
| ------------------------- | -------------------------- | ------------------------- | ------------------------- |
| 1.º                       | UAE Team Emirates          | 135 h 10 min 57 s         |                           |
| 2.º                       | Soudal Quick-Step          | + 21 min 03 s             |                           |
| 3.º                       | Ineos Grenadiers           | + 22 min 22 s             |                           |
| 4.º                       | Team Visma \| Lease a Bike | + 24 min 14 s             |                           |
| 5.º                       | Red Bull-Bora-Hansgrohe    | + 32 min 20 s             |                           |
| 6.º                       | Bahrain Victorious         | + 43 min 55 s             |                           |
| 7.º                       | Movistar Team              | + 47 min 03 s             |                           |
| 8.º                       | Lidl-Trek                  | + 54 min 39 s             |                           |
| 9.º                       | EF Education-EasyPost      | + 1 h 06 min 01 s         |                           |
| 10.º                      | Decathlon-AG2R La Mondiale | + 1 h 22 min 29 s         |                           |

## Abandonos
- Tim Declercq (Lidl-Trek) no tomó la salida de la etapa.
- Ion Izagirre (Cofidis) no terminó la etapa.[3]
- Alexis Renard (Cofidis) no terminó la etapa.[4]
- Fred Wright (Bahrain Victorious) llegó fuera de control.